# Tratado de Stolbovo

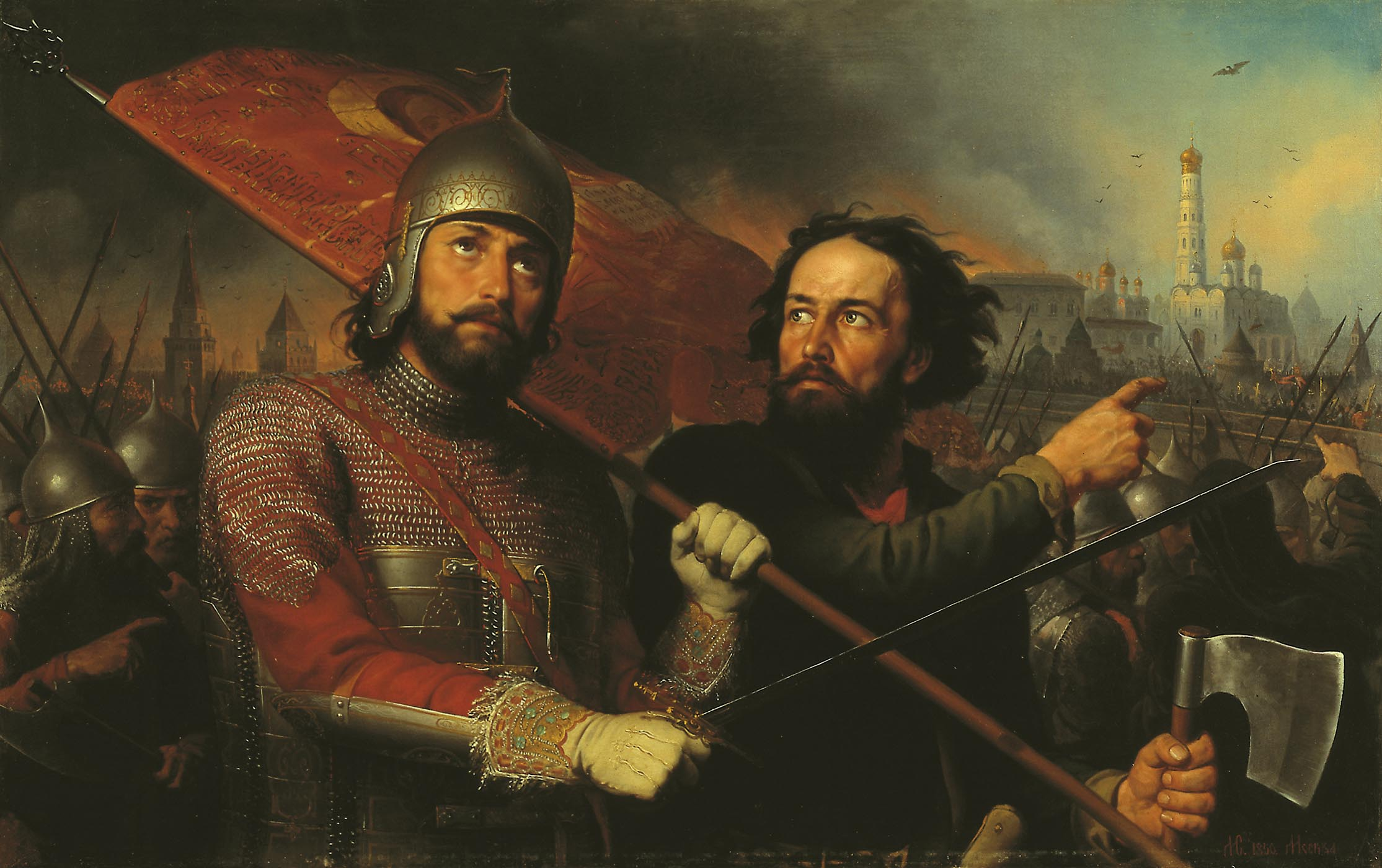
El príncipe Dmitri Pozharski (izquierda) y Kuzmá Minin.

El Tratado de Stolbovo fue un tratado de paz firmado en 1617 por el Zarato ruso y Suecia, en virtud del cual se ponía fin a la guerra de Ingria, que enfrentaba a ambas naciones desde hacía siete años. El acuerdo se consolidó el 27 de febrero del citado año, cuando representantes de ambas nacionalidades se reunieron en la ahora desaparecida ciudad de Stolbovo, al sur del lago Ládoga, después de varios meses en los que se desarrollaron complejas operaciones diplomáticas con el objetivo de concluir las hostilidades. 
Durante el proceso negociador destacó la intervención del príncipe Dmitri Pozharski, así como también la del comerciante y diplomático inglés John Mericke. No obstante, y a pesar de las diferentes vicisitudes surgidas, el tratado fue firmado y saludado satisfactoriamente por ambas partes, quedando como muestra de ello las declaraciones del monarca Gustavo II Adolfo de Suecia, quien vio en el acuerdo un «gran triunfo». Las pretensiones rusas de adquirir territorios en la zona báltica se fueron diluyendo progresivamente, y las muestras de cordialidad entre Suecia y Rusia se sucedieron en el tiempo (un ejemplo de esta fue el mantenimiento de un embajador permanente en Moscú, siendo Suecia el primer país que lo hacía).

## Consecuencias

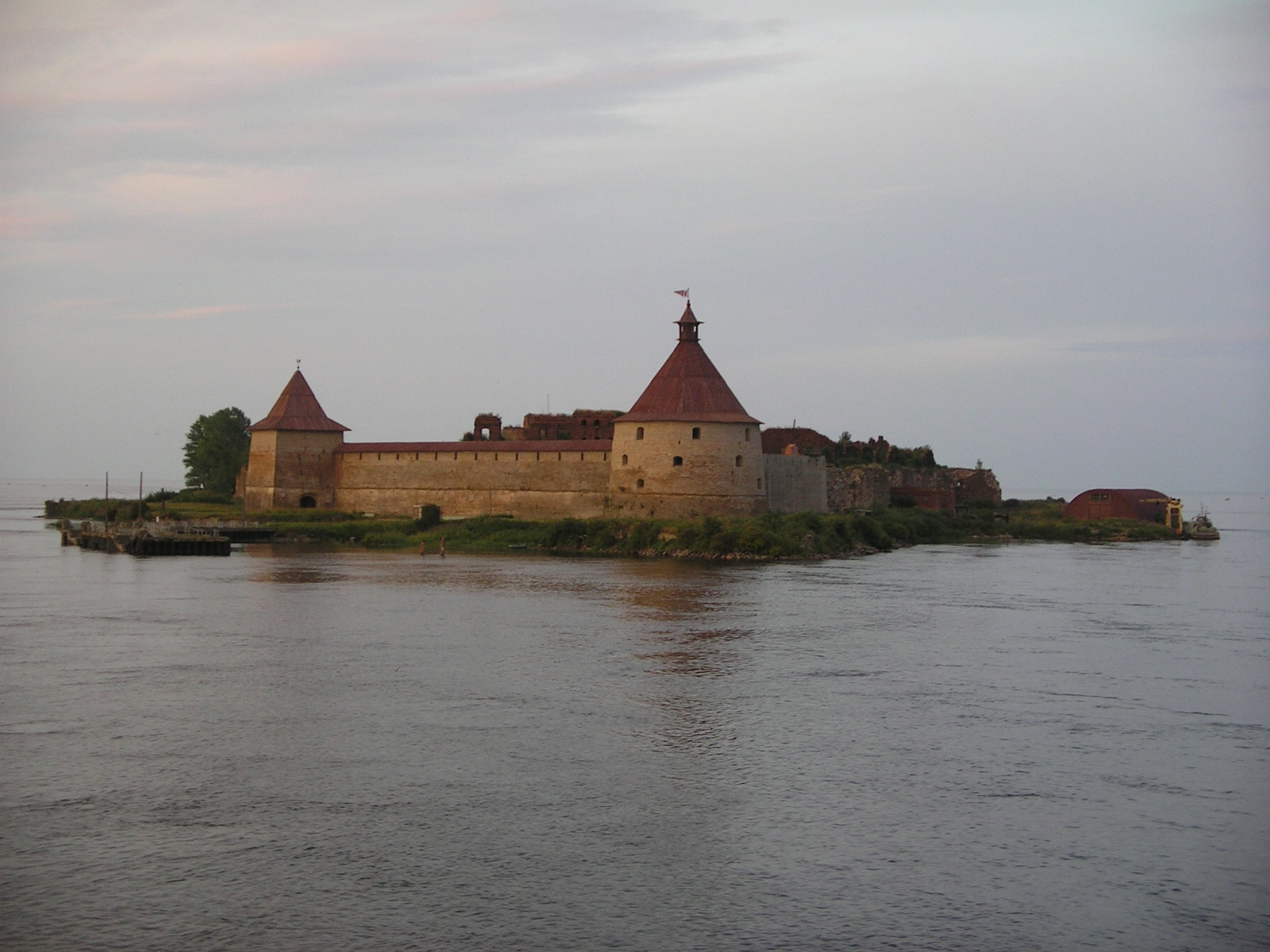
Fortaleza de Oréshek.

Conforme a las condiciones dispuestas en el acuerdo bilateral, Suecia se obligó a la restitución a Rusia de las ciudades de Nóvgorod, Stáraya Ládoga, Stáraya Rusa, Gdov y Pórjov. Sin embargo, retuvo los estratégicos territorios que había adquirido a lo largo de la costa del golfo de Finlandia, como eran Korela, Ivángorod, Yam, Koporie y Oréshek, así como también logró acabar con las pretensiones rusas sobre las provincias de Livonia y Estonia. Con estos arreglos territoriales, Rusia quedó totalmente desposeída de una salida al mar Báltico.
Además de los acuerdos puramente territoriales, Suecia recibió en concepto de indemnizaciones veinte mil rublos, al mismo tiempo que se comprometió a reconocer al zar Miguel I de Rusia. Además de la reapertura del tráfico comercial entre ambas naciones, en el tratado se dispusieron pactos económicos de una importancia menor.
Puede decirse que ambas comunidades políticas quedaron satisfechas con los dispuesto en el tratado, pues Rusia estimaba como un mal menor la entrega de unos cuantos territorios y plazas fuertes a cambio de la importante ciudad de Nóvgorod y del reconocimiento del zar Miguel I, mientras que Suecia se conformaba con alejar de las inmediaciones del mar Báltico al país vecino y con el restablecimiento de las fronteras naturales.